# Poroepistominella
Poroepistominella es un género de foraminífero bentónico de la Familia Pseudoparrellidae, de la Superfamilia Discorbinelloidea, del Suborden Rotaliina y del Orden Rotaliida. Su especie-tipo es Poroepistominella sahulensis. Su rango cronoestratigráfico abarca el Holoceno.

## Clasificación
Poroepistominella incluye a la siguiente especie:
- Poroepistominella sahulensis

Otra especie considerada en Poroepistominella es:
- Poroepistominella decoratiformis, aceptado como Rhaptohelenina decoratiformis